# Ramon Folcrà i Gironella
Ramon Folcrà i Gironella (Sant Joan de les Abadesses, Ripollès, 1838-1898).
Examinador prosinodal del bisbat de Vic. Vice-rector del Seminari (1883). Secretari del Col·legi Privat de Segona Ensenyament. Es formà al seminari de Vic, on defensà conclusions generals. S'ordenà sacerdot en 1863. Amplià estudis a Barcelona- obtenint-hi el grau de batxiller en filosofia (1864)- i a València – la llicenciatura en teologia-. En 1864 fou nomenat professor de retòrica i poètica del Seminari de Vic. Cinc anys més tard, en 1869, arribà a una càtedra de filosofia, des d'on ensenyà lògica. Abans d'arribar al vicerectorat (1883) i una altra de teologia (1876). En 1879 anà de rector a Sant Hilari Sacalm. Pel març de 1885 obtingué una canongia a la catedral de Vic. En el projecte de la Universitat Lliure de Vic (1873) figurava com a professor de la Facultat de Filosofia, Lletres i Ciències.